# Rocchetta di Vara
Rocchetta di Vara é uma comuna italiana da região da Ligúria, Província da Spezia, com cerca de 852 habitantes. Estende-se por uma área de 32 km², tendo uma densidade populacional de 27 hab/km². Faz fronteira com Beverino, Borghetto di Vara, Brugnato, Calice al Cornoviglio, Mulazzo (MS), Zeri (MS), Zignago.

## Demografia
| Variação demográfica do município entre 1861 e 2011                               |
|                                                                                   |
| Fonte: Istituto Nazionale di Statistica (ISTAT) - Elaboração gráfica da Wikipedia |